# Armée patriotique rwandaise Volleyball Club
Pour les articles homonymes, voir APR.
L'Armée Patriotique Rwandaise VC (ou APR VC) est un club rwandais de volley-ball basé à Kigali.

## Histoire

### Volley-ball féminin
L'APR FC est finaliste du Championnat du Rwanda féminin de volley-ball en 2020.
Championnes du Rwanda 2021-2022, les volleyeuses de l'APR conservent leur titre à l'issue de la saison 2022-2023.

### Volley-ball masculin
L'APR FC remporte le Championnat du Rwanda masculin de volley-ball en 2020 sous les ordres de l'entraîneur Elie Mutabazi, six ans après leur dernier titre, alors qu'Elie Mutabazi était joueur de l'équipe.